# Выбор критиков (кинопремия, 2023)
28-я церемония премии «Выбор критиков» состоялась 15 января 2023 года в отеле Fairmont Century Plaza Hotel в Лос-Анджелесе. Ведущей церемонии была американская комедиантка, актриса, телеведущая Челси Хэндлер. Номинанты были объявлены 14 декабря 2022 года.

## Победители и номинанты

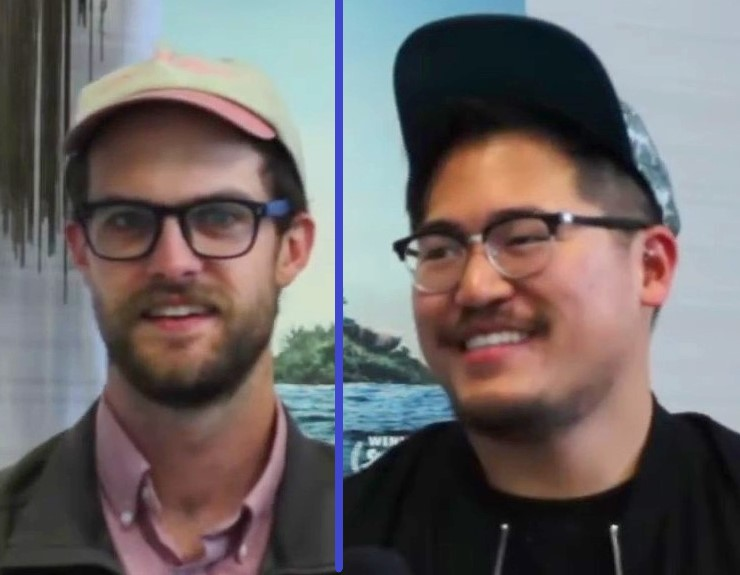
Дэн Кван, Дэниэл Шайнерт, лучшие режиссёры

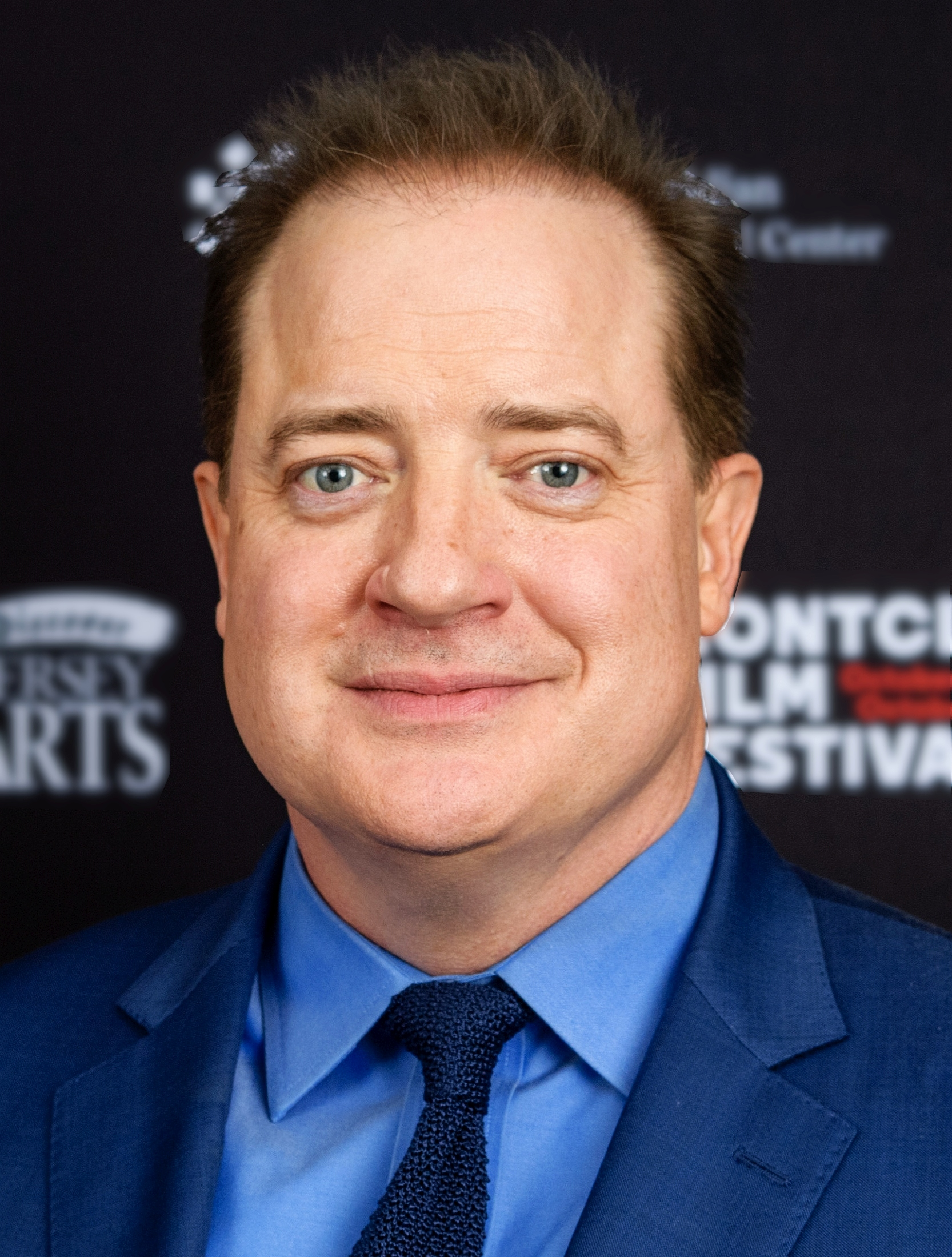
Брендан Фрейзер, лучшая мужская роль

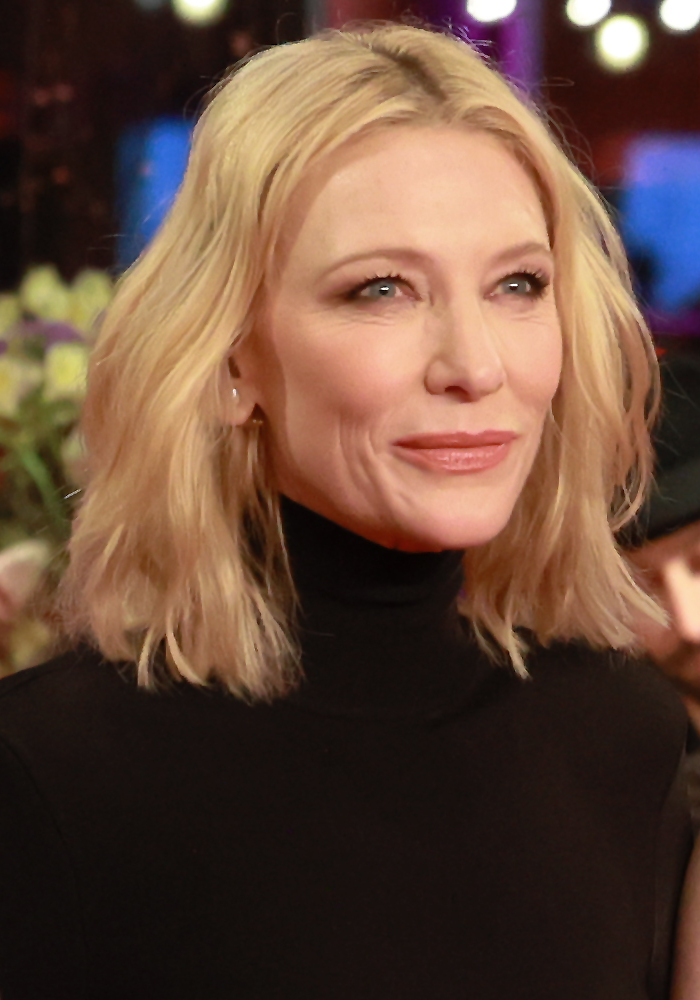
Кейт Бланшетт, лучшая женская роль

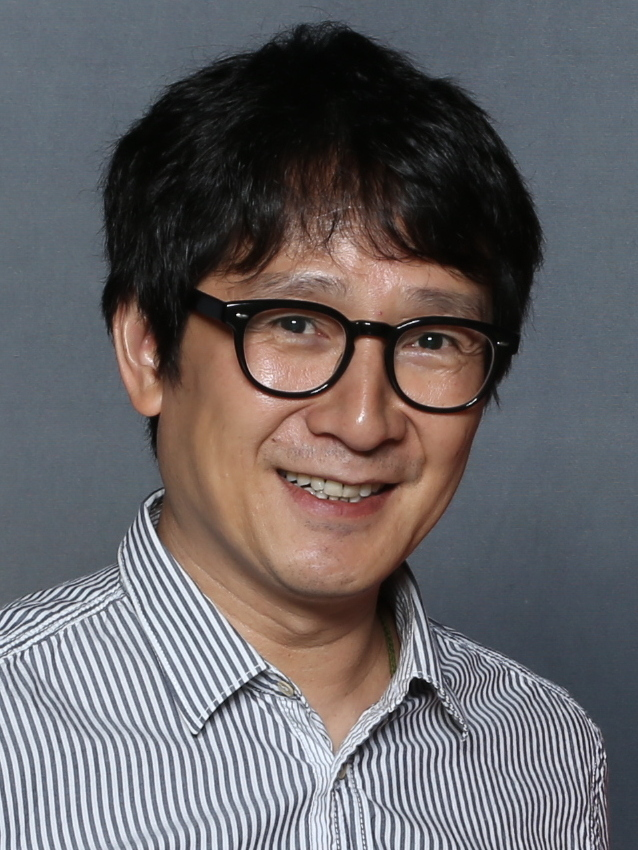
Ке Хюи Куан, лучшая мужская роль второго плана

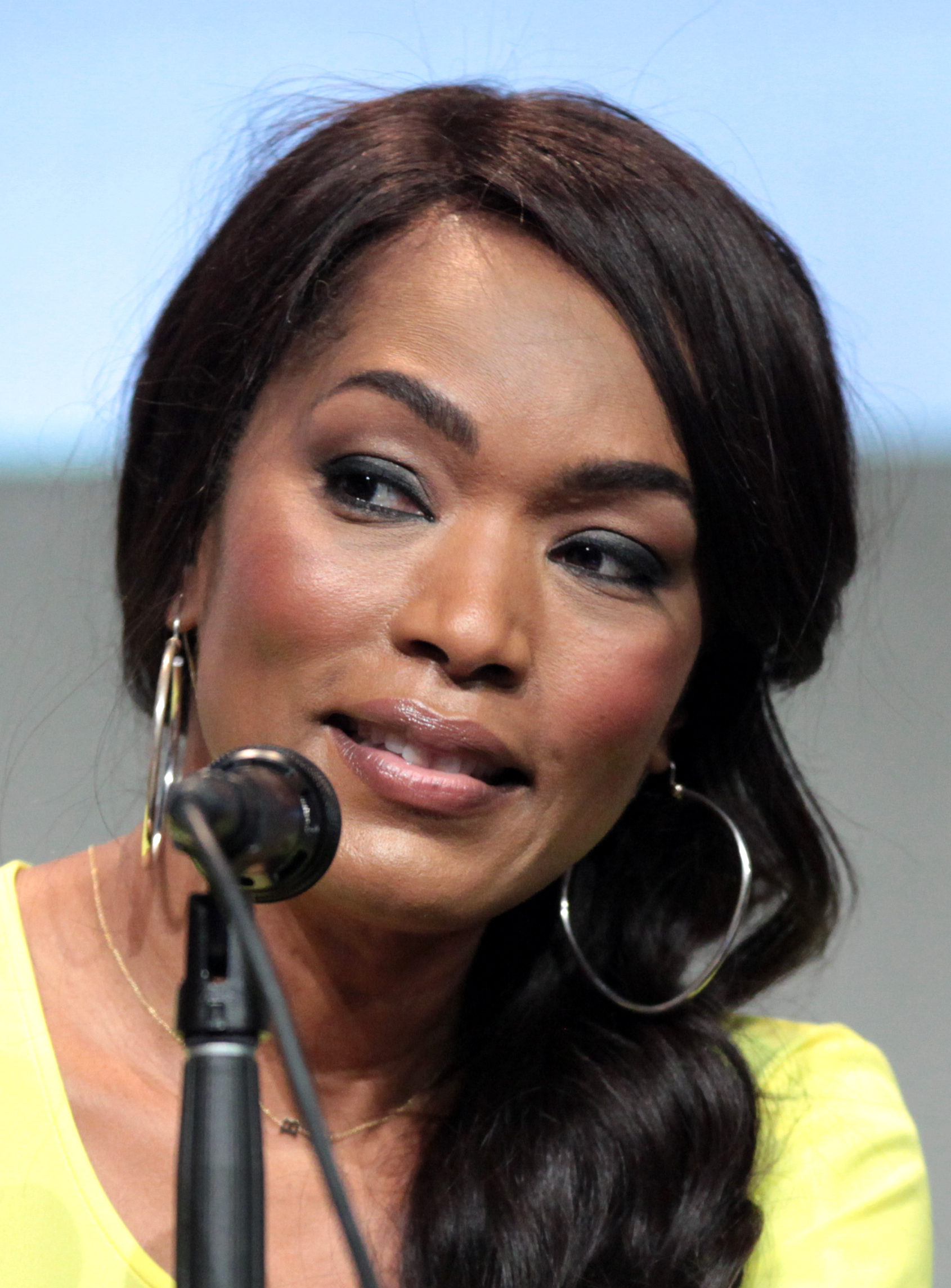
Анджела Бассетт, лучшая женская роль второго плана

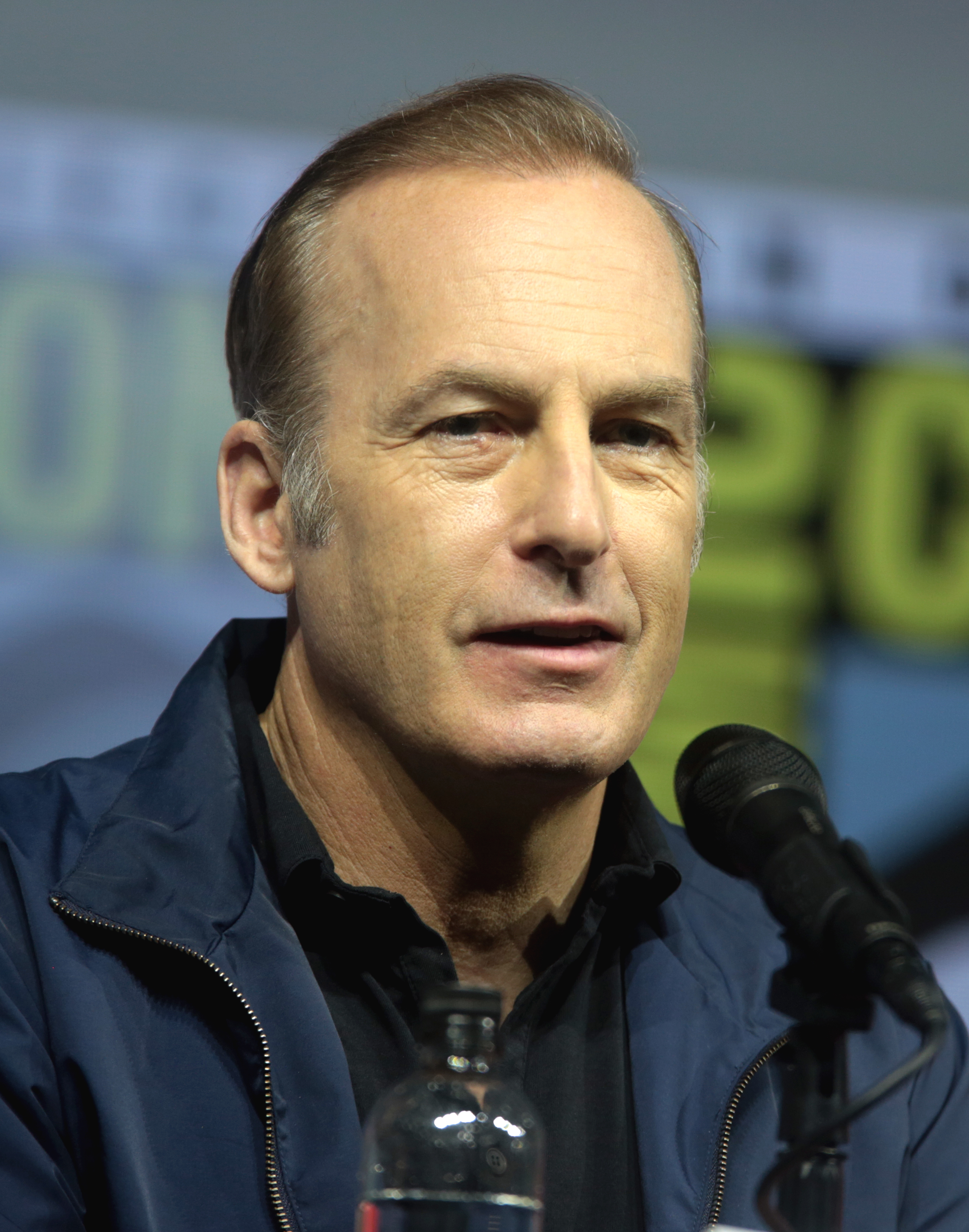
Боб Оденкёрк, лучшая мужская роль в драматическом сериале

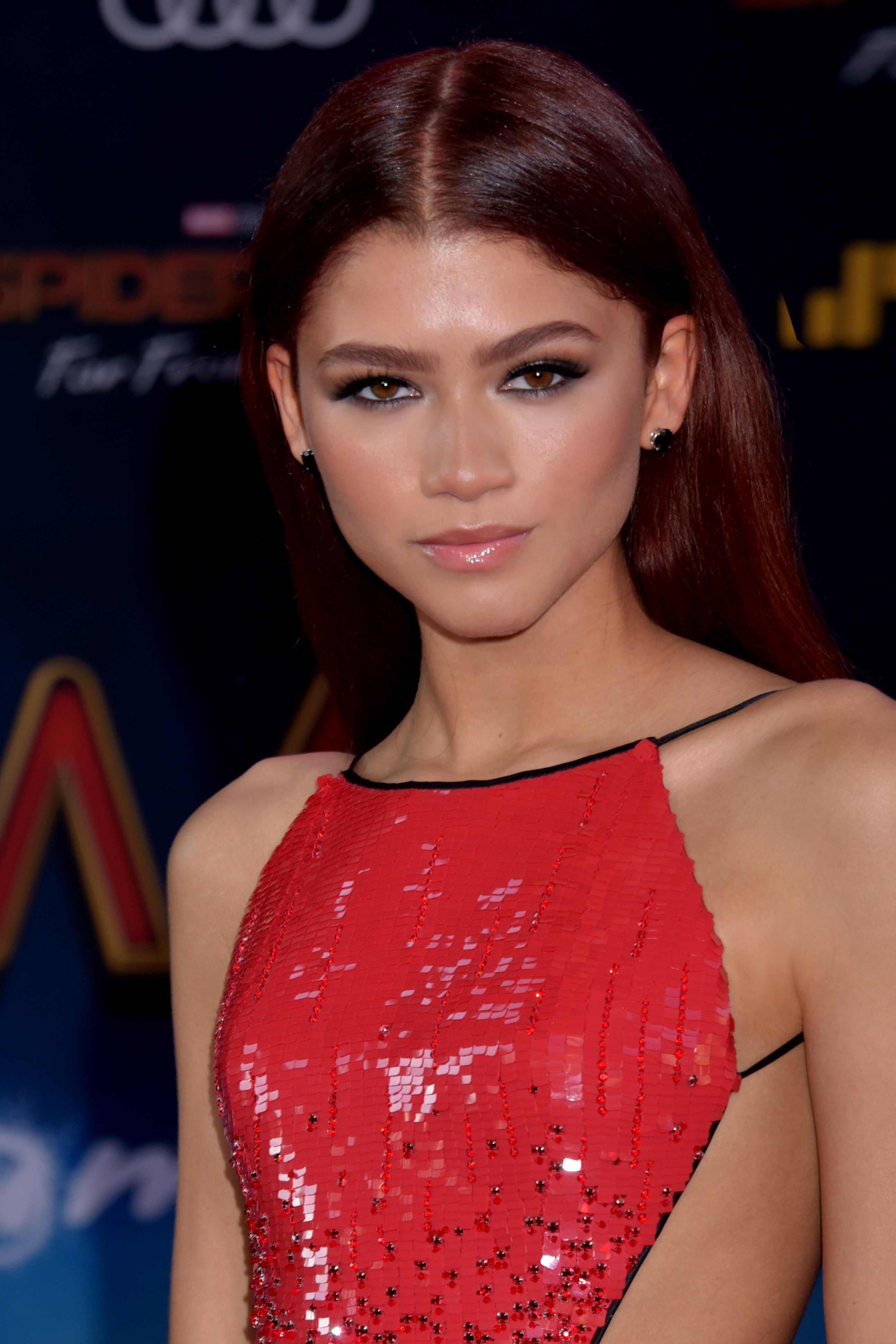
Зендея, лучшая женская роль в драматическом сериале

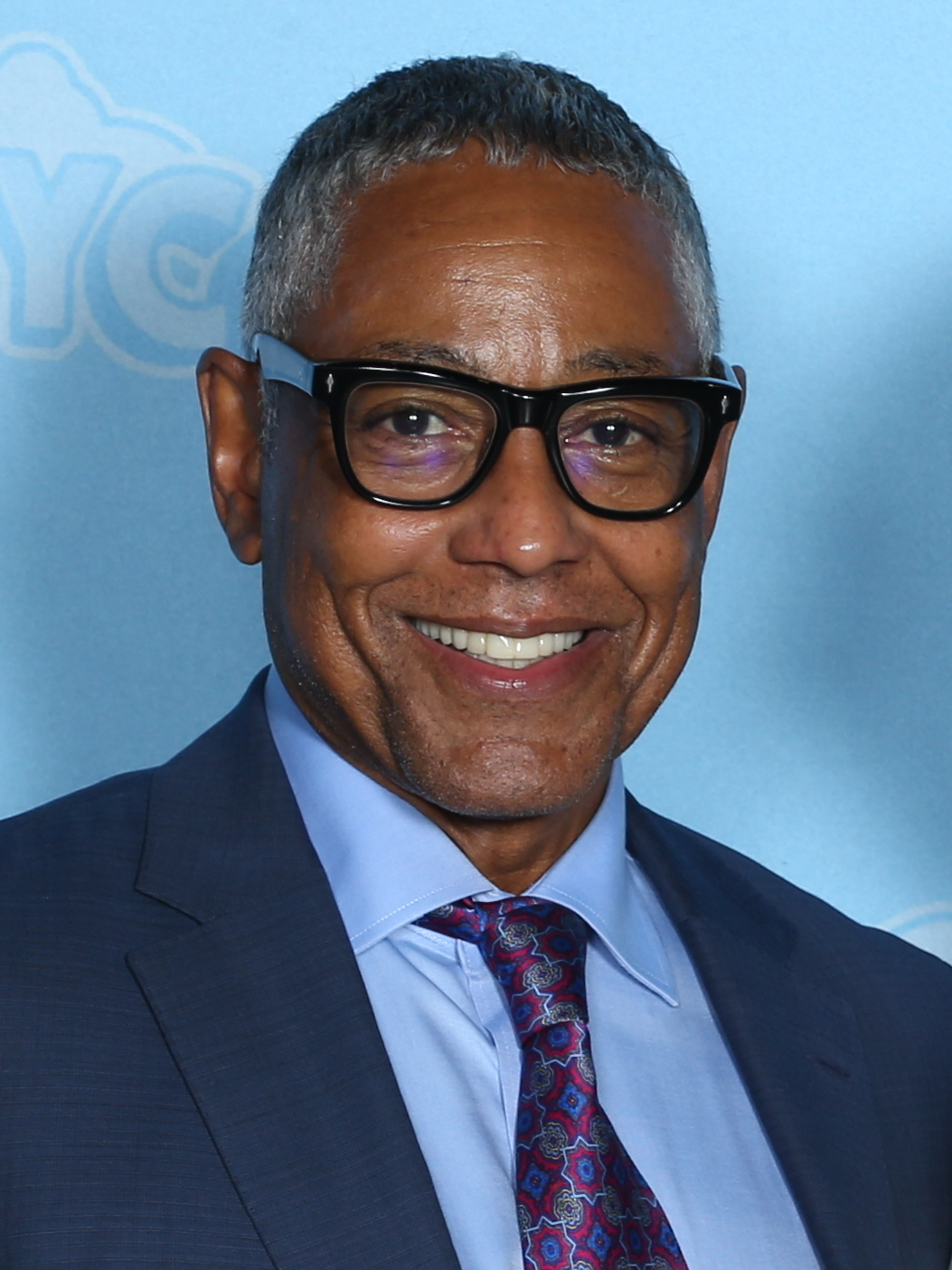
Джанкарло Эспозито, лучшая мужская роль второго плана в драматическом сериале

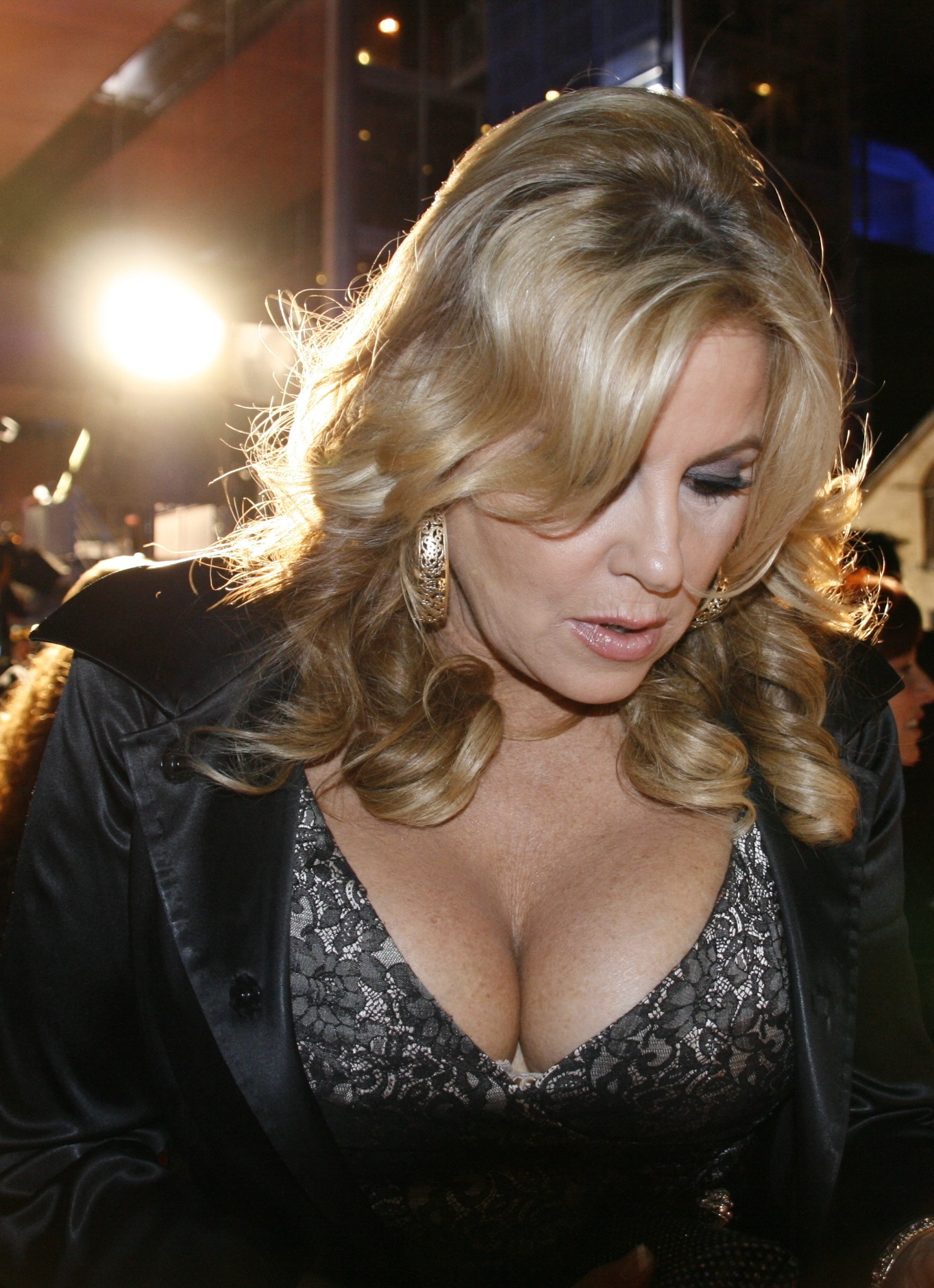
Дженнифер Кулидж, лучшая женская роль второго плана в драматическом сериале

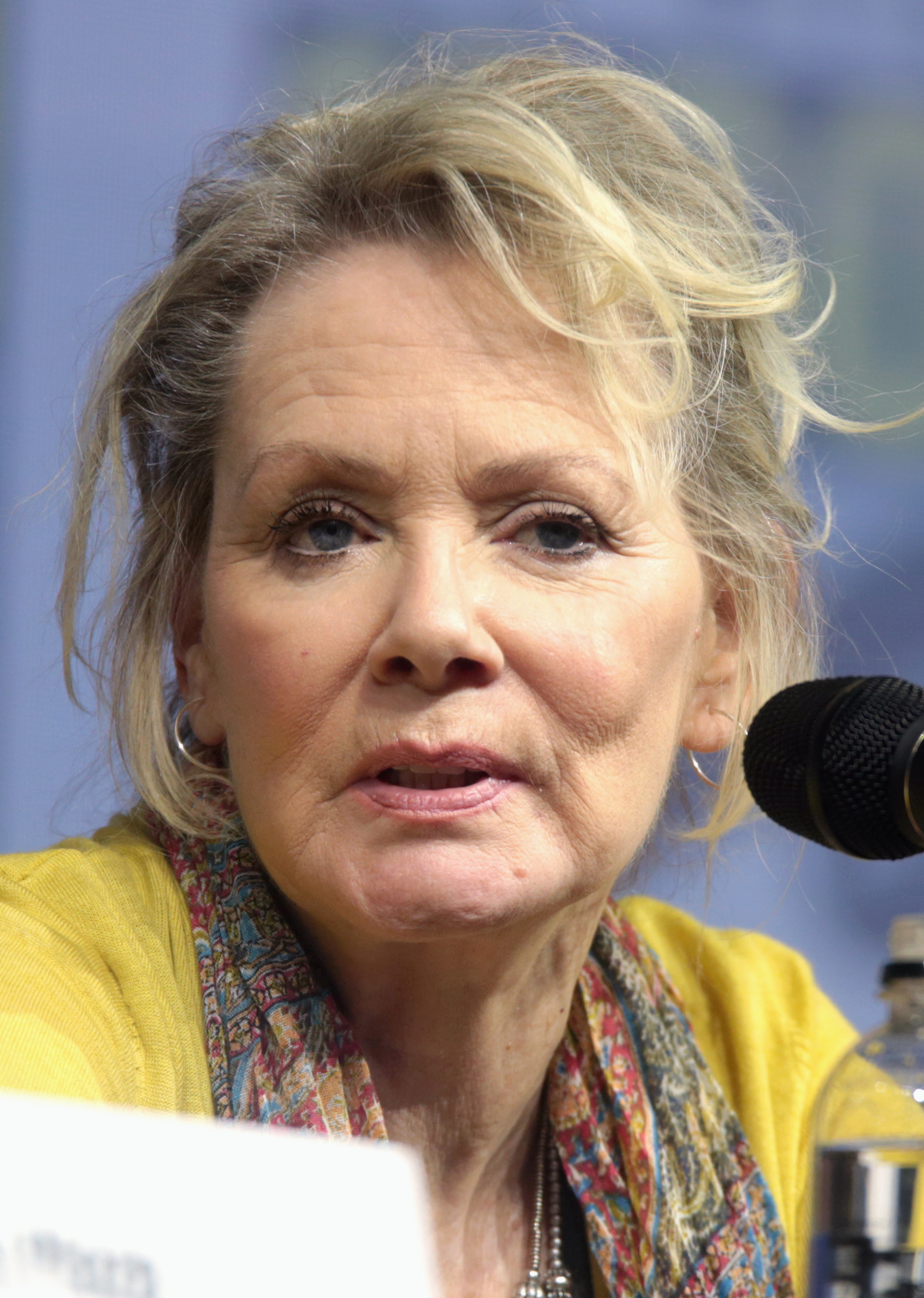
Джин Смарт, лучшая женская роль в комедийном сериале

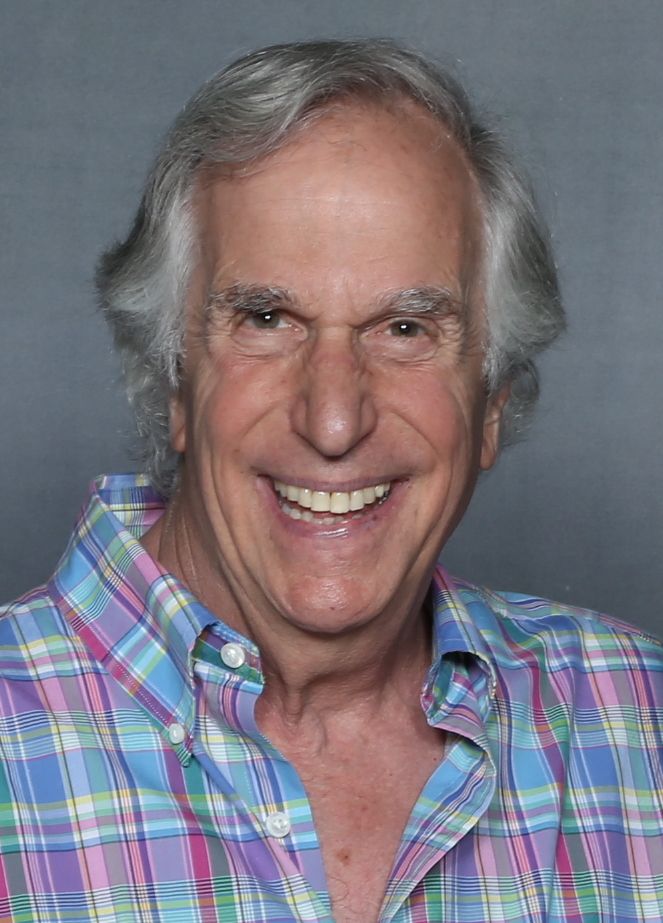
Генри Уинклер, лучшая мужская роль второго плана в комедийном сериале

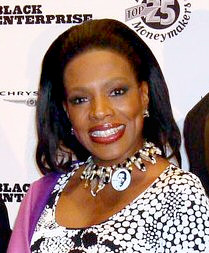
Шерил Ли Ральф, лучшая женская роль второго плана в комедийном сериале

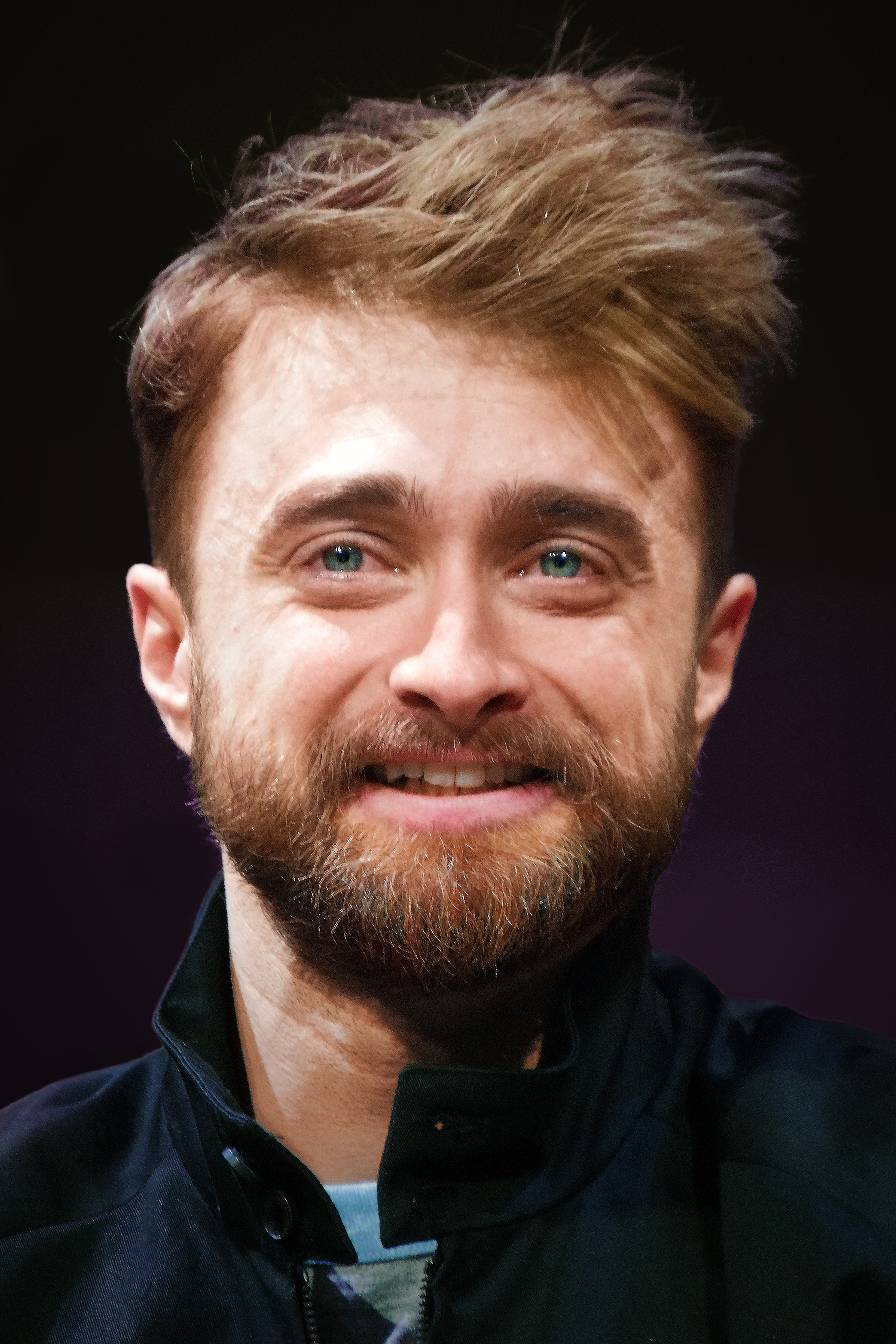
Дэниэл Рэдклиф, лучшая мужская роль в мини-сериале

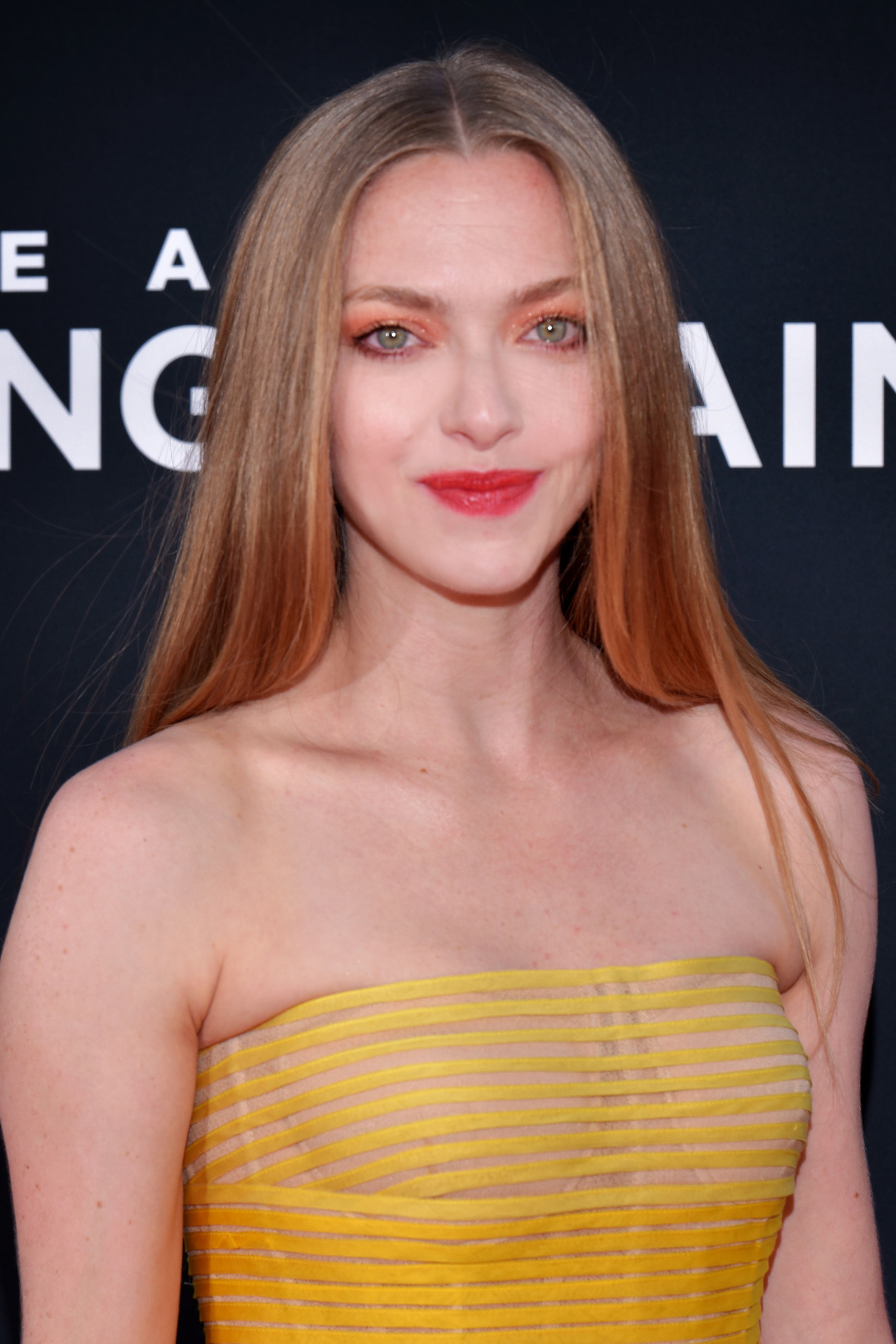
Аманда Сайфред, лучшая женская роль в мини-сериале

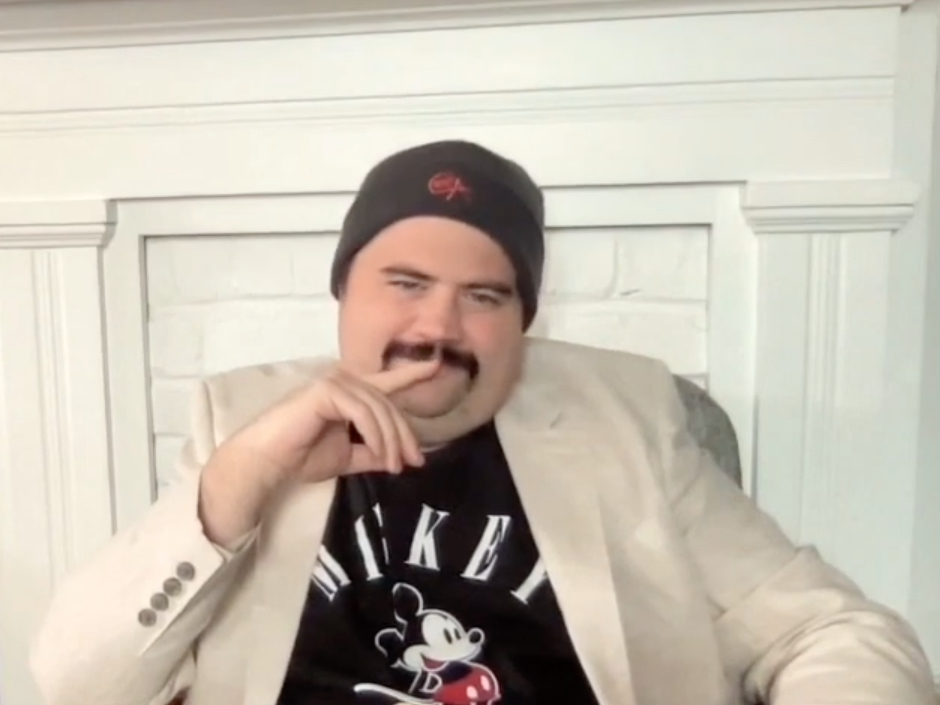
Пол Уолтер Хаузер, лучшая мужская роль второго плана в мини-сериале

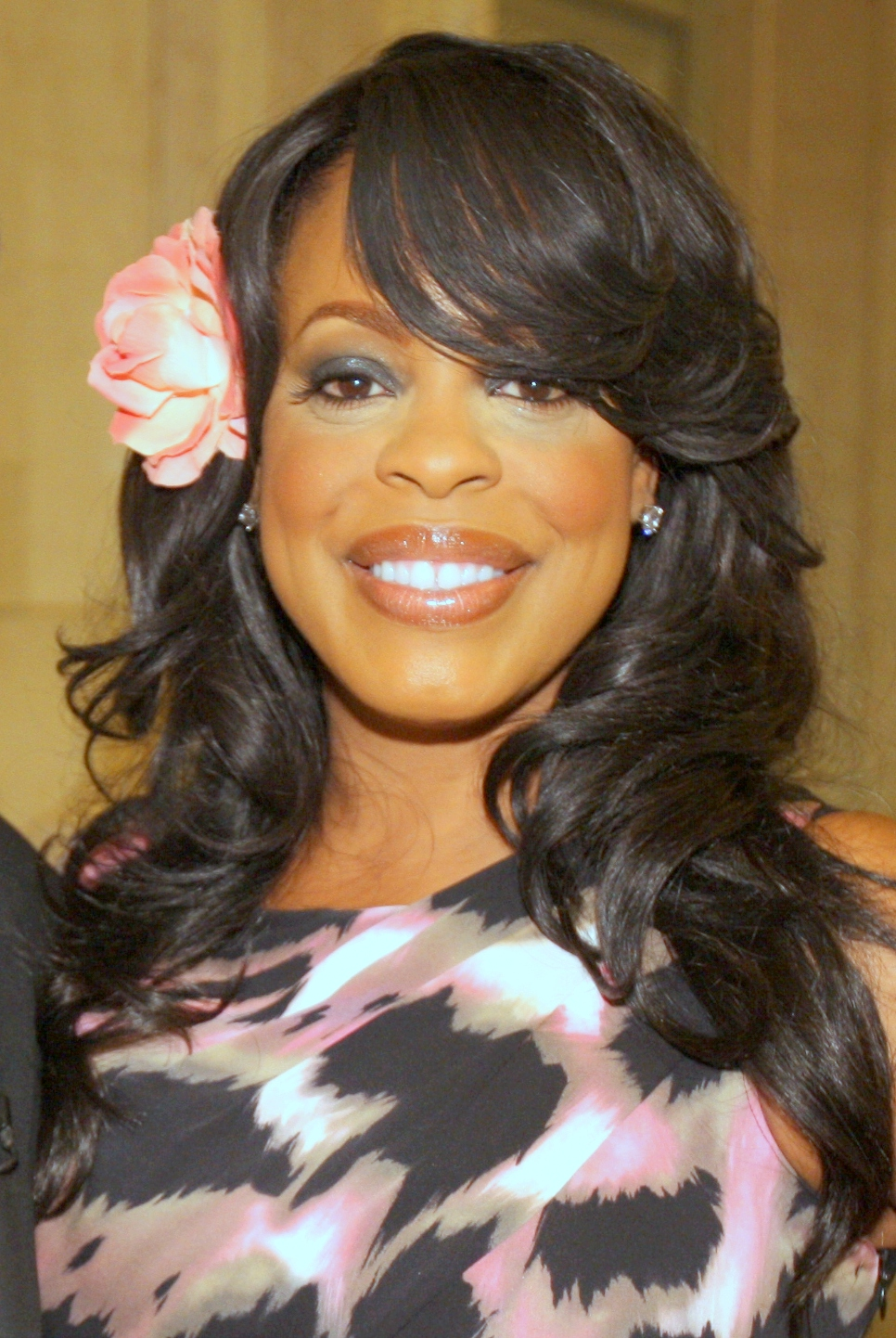
Ниси Нэш, лучшая женская роль второго плана в мини-сериале

| ЛУЧШИЙ ФИЛЬМ Всё везде и сразу - RRR: Рядом ревёт революция - Аватар: Путь воды - Банши Инишерина - Вавилон - Говорят женщины - Достать ножи: Стеклянная луковица - Тар - Топ Ган: Мэверик - Фабельманы - Элвис | ЛУЧШИЙ РЕЖИССЁР Дэн Кван, Дэниэл Шайнерт — «Всё везде и сразу» - Джеймс Кэмерон — «Аватар: Путь воды» - Баз Лурман — «Элвис» - Мартин Макдона — «Банши Инишерина» - Сара Полли — «Говорят женщины» - Джина Принс-Байтвуд — «Женщина-король» - С.С. Раджамули — «RRR: Рядом ревёт революция» - Стивен Спилберг — «Фабельманы» - Тодд Филд — «Тар» - Дэмьен Шазелл — «Вавилон» |
| ЛУЧШАЯ МУЖСКАЯ РОЛЬ Брендан Фрейзер — «Кит» - Остин Батлер — «Элвис» - Том Круз — «Топ Ган: Мэверик» - Пол Мескал — «Солнце моё» - Билл Найи — «Жить» - Колин Фаррелл — «Банши Инишерина» | ЛУЧШАЯ ЖЕНСКАЯ РОЛЬ Кейт Бланшетт — «Тар» - Даниэль Дедуайлер — «Тилл» - Виола Дэвис — «Женщина-король» - Мишель Йео — «Всё везде и сразу» - Марго Робби — «Вавилон» - Мишель Уильямс — «Фабельманы» |
| ЛУЧШАЯ МУЖСКАЯ РОЛЬ ВТОРОГО ПЛАНА Ке Хюи Куан — «Всё везде и сразу» - Пол Дано — «Фабельманы» - Брендан Глисон — «Банши Инишерина» - Барри Кеоган — «Банши Инишерина» - Брайан Тайри Генри — «Мост через озеро» - Джадд Хёрш — «Фабельманы»                                                                                                   | ЛУЧШАЯ ЖЕНСКАЯ РОЛЬ ВТОРОГО ПЛАНА Анджела Бассетт — «Чёрная Пантера: Ваканда навсегда» - Джесси Бакли — «Говорят женщины» - Керри Кондон — «Банши Инишерина» - Джейми Ли Кёртис — «Всё везде и сразу» - Жанель Моне — «Достать ножи: Стеклянная луковица» - Стефани Сюй — «Всё везде и сразу»                                                                                |
| ЛУЧШИЙ МОЛОДОЙ АРТИСТ Гэбриел ЛаБелль — «Фабельманы» - Фрэнки Корио — «Солнце моё» - Джалин Холл — «Тилл» - Белла Рэмзи — «Кэтрин по прозвищу Птичка» - Майкл Бэнкс Репета — «Время Армагеддона» - Сэди Синк — «Кит» | ЛУЧШИЙ АКТЁРСКИЙ АНСАМБЛЬ Достать ножи: Стеклянная луковица - Банши Инишерина - Всё везде и сразу - Говорят женщины - Женщина-король - Фабельманы |
| ЛУЧШИЙ ОРИГИНАЛЬНЫЙ СЦЕНАРИЙ Дэн Кван, Дэниэл Шайнерт — «Всё везде и сразу» - Тони Кушнер, Стивен Спилберг — «Фабельманы» - Мартин Макдона — «Банши Инишерина» - Тодд Филд — «Тар» - Шарлотта Уэллс — «Солнце моё» | ЛУЧШИЙ АДАПТИРОВАННЫЙ СЦЕНАРИЙ Сара Полли — «Говорят женщины» - Райан Джонсон — «Достать ножи: Стеклянная луковица» - Кадзуо Исигуро — «Жить» - Ребекка Ленкевич — «Её правда» - Сэмюэл Д. Хантер — «Кит» |
| ЛУЧШАЯ ОПЕРАТОРСКАЯ РАБОТА Клаудио Миранда — «Топ Ган: Мэверик» - Роджер Дикинс — «Империя света» - Януш Камински — «Фабельманы» - Рассел Карпентер — «Аватар: Путь воды» - Линус Сандгрен — «Вавилон» - Флориан Хоффмайстер — «Тар» | ЛУЧШИЙ МОНТАЖ Пол Роджерс — «Всё везде и сразу» - Моника Вилли — «Тар» - Том Кросс — «Вавилон» - Джонатан Редмонд, Мэтт Вилла — «Элвис» - Стивен Е. Ривкин, Дэвид Бреннер, Джон Рефуа, Джеймс Кэмерон — «Аватар: Путь воды» - Эдди Хэмилтон — «Топ Ган: Мэверик» |
| ЛУЧШИЙ ДИЗАЙН КОСТЮМОВ Рут Е. Картер — «Чёрная Пантера: Ваканда навсегда» - Мэри Зофрис — «Вавилон» - Дженни Иген — «Достать ножи: Стеклянная луковица» - Ширли Курата — «Всё везде и сразу» - Катрин Мартин — «Элвис» - Герша Филлипс — «Женщина-король»                                                                                     | ЛУЧШАЯ РАБОТА ХУДОЖНИКА-ПОСТАНОВЩИКА Флоренция Мартин, Энтони Карлино — «Вавилон» - Ханна Бичлер, Лиза К. Сессионс — «Чёрная Пантера: Ваканда навсегда» - Рик Картер, Карен О’Хара — «Фабельманы» - Дилан Коул, Бен Проктер, Ванесса Коул — «Аватар: Путь воды» - Джейсон Кисвардей, Келси Эфрэм — «Всё везде и сразу» - Катрин Мартин, Карен Мерфи, Беверли Данн — «Элвис»  |
| ЛУЧШАЯ МУЗЫКА К ФИЛЬМУ Хильдур Гуднадоуттир — «Тар» - Хильдур Гуднадоуттир — «Говорят женщины» - Джастин Гурвиц — «Вавилон» - Александр Деспла — «Пиноккио Гильермо дель Торо» - Майкл Джаккино — «Бэтмен» - Джон Уильямс — «Фабельманы» | ЛУЧШАЯ ПЕСНЯ К ФИЛЬМУ «Naatu Naatu» — «RRR: Рядом ревёт революция» - «Carolina» — «Там, где раки поют» - «Ciao Papa» — «Пиноккио Гильермо дель Торо» - «Hold My Hand» — «Топ Ган: Мэверик» - «Lift Me Up» — «Чёрная Пантера: Ваканда навсегда» - «New Body Rhumba» — «Белый шум»                                                                                             |
| ЛУЧШИЙ ГРИМ И ПРИЧЁСКИ Элвис - Бэтмен - Вавилон - Всё везде и сразу - Кит - Чёрная Пантера: Ваканда навсегда | ЛУЧШИЕ ВИЗУАЛЬНЫЕ ЭФФЕКТЫ Аватар: Путь воды - RRR: Рядом ревёт революция - Бэтмен - Всё везде и сразу - Топ Ган: Мэверик - Чёрная Пантера: Ваканда навсегда |
| ЛУЧШАЯ КОМЕДИЯ Достать ножи: Стеклянная луковица - Банши Инишерина - Всё везде и сразу - Дружки - Невыносимая тяжесть огромного таланта - Треугольник печали | ЛУЧШИЙ АНИМАЦИОННЫЙ ФИЛЬМ Пиноккио Гильермо дель Торо - Кот в сапогах 2: Последнее желание - Марсель, ракушка в ботинках - Уэнделл и Уайлд - Я краснею |
| ЛУЧШИЙ ФИЛЬМ НА ИНОСТРАННОМ ЯЗЫКЕ RRR: Рядом ревёт революция (RRR) — Индия - Аргентина, 1985 (Argentina, 1985) — Аргентина - Бардо (Bardo, falsa crónica de unas cuantas verdades) — Мексика - Близко (Close) — Бельгия - На Западном фронте без перемен (Im Westen nichts Neues) — Германия - Решение уйти (Hyeeojil gyeolsim) — Южная Корея | |

### СЕРИАЛЫ
| ЛУЧШИЙ ДРАМАТИЧЕСКИЙ СЕРИАЛ Лучше звоните Солу - Андор - Дом Дракона - Заговор сестёр Гарви - Йеллоустоун - Корона - Разделение - Хорошая борьба - Эйфория | |
| ЛУЧШАЯ МУЖСКАЯ РОЛЬ В ДРАМАТИЧЕСКОМ СЕРИАЛЕ Боб Оденкёрк — «Лучше звоните Солу» - Стерлинг К. Браун — «Это мы» - Джефф Бриджес — «Старик» - Диего Луна — «Андор» - Адам Скотт — «Разделение» - Энтони Старр — «Пацаны»                                                                          | ЛУЧШАЯ ЖЕНСКАЯ РОЛЬ В ДРАМАТИЧЕСКОМ СЕРИАЛЕ Зендея — «Эйфория» - Кристин Барански — «Хорошая борьба» - Лора Линни — «Озарк» - Мэнди Мур — «Это мы» - Келли Райлли — «Йеллоустоун» - Шэрон Хорган — «Заговор сестёр Гарви»                                                                 |
| ЛУЧШАЯ МУЖСКАЯ РОЛЬ ВТОРОГО ПЛАНА В ДРАМАТИЧЕСКОМ СЕРИАЛЕ Джанкарло Эспозито — «Лучше звоните Солу» - Андре Брауэр — «Хорошая борьба» - Исмаэль Крус Кордова — «Властелин колец: Кольца власти» - Джон Литгоу — «Старик» - Мэтт Смит — «Дом Дракона» - Майкл Эмерсон — «Зло»                    | ЛУЧШАЯ ЖЕНСКАЯ РОЛЬ ВТОРОГО ПЛАНА В ДРАМАТИЧЕСКОМ СЕРИАЛЕ Дженнифер Кулидж — «Белый лотос» - Кэрол Бёрнетт — «Лучше звоните Солу» - Джулия Гарнер — «Озарк» - Одра МакДональд — «Хорошая борьба» - Милли Олкок — «Дом Дракона» - Рэй Сихорн — «Лучше звоните Солу»                        |
| ЛУЧШИЙ КОМЕДИЙНЫЙ СЕРИАЛ Начальная школа "Эбботт" - Барри - Всё к лучшему - Медведь - Перезапуск - Призраки - Псы резервации - Хитрости | |
| ЛУЧШАЯ МУЖСКАЯ РОЛЬ В КОМЕДИЙНОМ СЕРИАЛЕ Джереми Аллен Уайт — «Медведь» - Мэтт Бери — «Чем мы заняты в тени» - Кигэн-Майкл Ки — «Перезапуск» - Стив Мартин — «Убийства в одном здании» - Билл Хейдер — «Барри» - Д'Фарао Ун-А-Тай — «Псы резервации»                                            | ЛУЧШАЯ ЖЕНСКАЯ РОЛЬ В КОМЕДИЙНОМ СЕРИАЛЕ Джин Смарт — «Хитрости» - Кинта Брансон — «Начальная школа "Эбботт"» - Рене Голдсберри — «Girls5eva» - Девери Джейкобс — «Псы резервации» - Кейли Куоко — «Бортпроводница» - Кристина Эпплгейт — «Прощай навсегда»                               |
| ЛУЧШАЯ МУЖСКАЯ РОЛЬ ВТОРОГО ПЛАНА В КОМЕДИЙНОМ СЕРИАЛЕ Генри Уинклер — «Барри» - Брэндон Скотт Джонс — «Призраки» - Лесли Джордан — «Зовите меня Кэт» - Джеймс Марсден — «Прощай навсегда» - Крис Перфетти — «Начальная школа "Эбботт"» - Тайлер Джеймс Уильямс — «Начальная школа "Эбботт"»    | ЛУЧШАЯ ЖЕНСКАЯ РОЛЬ ВТОРОГО ПЛАНА В КОМЕДИЙНОМ СЕРИАЛЕ Шерил Ли Ральф — «Начальная школа "Эбботт"» - Паулина Алексис — «Псы резервации» - Джанелл Джеймс — «Начальная школа "Эбботт"» - Энни Поттс — «Детство Шелдона» - Марша Гей Харден — «Без пары» - Айо Эдебири — «Медведь»          |
| ЛУЧШИЙ МИНИ-СЕРИАЛ Выбывшая - Будет больно - Газлит - Девушка из Плейнвилля - Под знаменем небес - Предложение - Пэм и Томми - Станция Одиннадцать | ЛУЧШИЙ ТЕЛЕВИЗИОННЫЙ ФИЛЬМ Странный Эл - Гарри Хафт: Последний бой - Добыча - Рэй Донован: Фильм - Свежатинка - Три месяца |
| ЛУЧШАЯ МУЖСКАЯ РОЛЬ В МИНИ-СЕРИАЛЕ ИЛИ ТЕЛЕВИЗИОННОМ ФИЛЬМЕ Дэниэл Рэдклифф — «Странный Эл» - Эндрю Гарфилд — «Под знаменем небес» - Сэмюэл Л. Джексон — «Последние дни Птолемея Грея» - Себастиан Стэн — «Пэм и Томми» - Бен Уишоу — «Будет больно» - Бен Фостер — «Гарри Хафт: Последний бой» | ЛУЧШАЯ ЖЕНСКАЯ РОЛЬ В МИНИ-СЕРИАЛЕ ИЛИ ТЕЛЕВИЗИОННОМ ФИЛЬМЕ Аманда Сайфред — «Выбывшая» - Джулия Гарнер — «Изобретая Анну» - Лили Джеймс — «Пэм и Томми» - Эмбер Мидфандер — «Добыча» - Мишель Пфайффер — «Первая леди» - Джулия Робертс — «Газлит»                                       |
| ЛУЧШАЯ МУЖСКАЯ РОЛЬ ВТОРОГО ПЛАНА В МИНИ-СЕРИАЛЕ ИЛИ ТЕЛЕВИЗИОННОМ ФИЛЬМЕ Пол Уолтер Хаузер — «Чёрная птица» - Мюррэй Бартлетт — «Добро пожаловать в Чиппендейлс» - Донал Глисон — «Пациент» - Мэттью Гуд — «Предложение» - Рэй Лиотта — «Чёрная птица» - Шей Уигэм — «Газлит»                  | ЛУЧШАЯ ЖЕНСКАЯ РОЛЬ ВТОРОГО ПЛАНА В МИНИ-СЕРИАЛЕ ИЛИ ТЕЛЕВИЗИОННОМ ФИЛЬМЕ Ниси Нэш — «Монстр: История Джеффри Дамера» - Бетти Гилпин — «Газлит» - Клэр Дэйнс — «Флейшман в беде» - Мелани Лински — «Кэнди» - Джуно Темпл — «Предложение» - Доминик Фишбэк — «Последние дни Птолемея Грея» |
| ЛУЧШИЙ АНИМАЦИОННЫЙ СЕРИАЛ Харли Квинн - Блуи - Закусочная Боба - Звёздный путь: Нижние палубы - Отмена - Первобытный | ЛУЧШИЙ СЕРИАЛ НА ИНОСТРАННОМ ЯЗЫКЕ Дорога в тысячу ли — США - 1899 — Германия - Гарсиа! — Испания - Клео — Германия - Королевство — Дания - Моя гениальная подруга — Италия/США - Необычный адвокат — Южная Корея - Правительство — Дания - Тегеран — Израиль                             |

### #SeeHer Award
Жанель Моне

### Специальная награда за пожизненные достижения
Джефф Бриджес

## Список лауреатов и номинаций
| Номинации | Фильм                             |
| --------- | --------------------------------- |
| 14        | Всё везде и сразу                 |
| 11        | Фабельманы                        |
| 9         | Банши Инишерина                   |
| 9         | Вавилон                           |
| 7         | Тар                               |
| 7         | Элвис                             |
| 6         | Аватар: Путь воды                 |
| 6         | Говорят женщины                   |
| 6         | Достать ножи: Стеклянная луковица |
| 6         | Топ Ган: Мэверик                  |
| 6         | Чёрная Пантера: Ваканда навсегда  |
| 5         | RRR: Рядом ревёт революция        |
| 4         | Женщина-король                    |
| 4         | Кит                               |
| 3         | Бэтмен                            |
| 3         | Пиноккио Гильермо дель Торо       |
| 3         | Солнце моё                        |
| 2         | Жить                              |
| 2         | Тилл                              |

| Награды | Фильм                             |
| ------- | --------------------------------- |
| 5       | Всё везде и сразу                 |
| 2       | RRR: Рядом ревёт революция        |
| 2       | Достать ножи: Стеклянная луковица |
| 2       | Тар                               |
| 2       | Чёрная Пантера: Ваканда навсегда  |

| Номинации | Сериал / Телевизионный фильм |
| --------- | ---------------------------- |
| 6         | Начальная школа "Эбботт"     |
| 5         | Лучше звоните Солу           |
| 4         | Газлит                       |
| 4         | Псы резервации               |
| 4         | Хорошая борьба               |
| 3         | Барри                        |
| 3         | Дом Дракона                  |
| 3         | Медведь                      |
| 3         | Предложение                  |
| 3         | Пэм и Томми                  |
| 2         | Андор                        |
| 2         | Будет больно                 |
| 2         | Выбывшая                     |
| 2         | Гарри Хафт: Последний бой    |
| 2         | Добыча                       |
| 2         | Заговор сестёр Гарви         |
| 2         | Йеллоустоун                  |
| 2         | Озарк                        |
| 2         | Перезапуск                   |
| 2         | Под знаменем небес           |
| 2         | Последние дни Птолемея Грея  |
| 2         | Призраки                     |
| 2         | Прощай навсегда              |
| 2         | Разделение                   |
| 2         | Старик                       |
| 2         | Странный Эл                  |
| 2         | Хитрости                     |
| 2         | Чёрная птица                 |
| 2         | Эйфория                      |
| 2         | Это мы                       |

| Награды | Сериал / Телевизионный фильм |
| ------- | ---------------------------- |
| 3       | Лучше звоните Солу           |
| 2       | Выбывшая                     |
| 2       | Начальная школа "Эбботт"     |
| 2       | Странный Эл                  |